# Евіятар
Евіятар (Abiathar) - батько достатку, або мій батько переважає, син Ахімелех (Ahimelech) первосвященник. Він був десятим первосвященником, і четвертий нащадок від Ілія (Eli). Коли його батько був вбитий зі священниками Нова, він втік, і уніс з собою ефод; він приєднався до Давида, що знаходився тоді в печері Адуллам (Adullam) (1 Сам. 22:20-23; 23:6). Він залишився з Давидом, і став священником партії, якої він був лідером (1 Сам. 30:7). Коли Давид зійшов на трон Юди (Judah), Евіятар був призначений первосвященником (1 Хр. 15:11; 1 Царі 2:26) і приятелем "царів" (1 Хр. 27:33-34). Тим часом Садок, з дому Елеазара, був зроблений первосвященником. Ці призначення залишалися в силі до кінця царювання Давида (1 Царі 4:4). Евіятар був усунутий (єдиний історичний приклад усунення первосвященника) і вигнаний до його дому в Анатот (Anathoth) Соломоном, тому що він взяв участь в спробі посадити Адонійя (Adonijah) на трон. Так духівництво пішло від дому Ітамара (Ithamar) (1 Сам. 2:30-36; 1 Царі 1:19; 2:26, 27). Тепер Садок став єдиним первосвященником. У Євангелії від Марка 2:26, посилання зроблене до випадку в "дні Евіятара первосвященника". Але із 1 Сам. 22, ми узнаємо чітко — ця подія мала місце, коли Ахімелех, батько Евіятара, був первосвященником. Очевидна відмінність задовільно пояснена, тлумаченням слова в Євангелії від Марка, як посилання до часу життя Евіятара, але не до терміну тримання ним служби первосвященника. Про це не йдеться в Марку, що він був дійовим первосвященником у той час, коли посилаються. Інші, проте, думають, що паляниці належали до Евіятара, що був у той час (Лев. 24:9) священником, і що він або особисто дав їх Давиду, або умовив його батька дати їх.

## Джерело
- Біблійний словник Істона